# ß

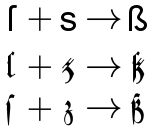
Vznik ß, nahoře ligatura ſ a s v humanistické antikvě, dole ſ a z v novogotických písmech

ß (ostré s, německy scharfes S nebo Eszett) je písmeno německé abecedy. Je to souhláska sloužící v němčině k zobrazení neznělé alveolární frikativy (výslovnost dle IPA [s]). Vyskytuje se zpravidla pouze v minuskulní podobě, ačkoliv později vzniklo i majuskulní ostré s (ẞ), jehož použití je od roku 2017 zakotveno i v oficiálním německém pravopisu.
Tvarem se tento znak podobá znaku β (beta) řecké abecedy.
Dnes se tento znak používá již výhradně v němčině. Pravidelně se používá v Německu, Rakousku a Lucembursku, podobně tak ho používají německy mluvící skupiny v Belgii, Dánsku a Itálii. Ve Švýcarsku a Lichtenštejnsku je ostré s považováno za zastaralé a nahrazuje se ss.
Tento znak vznikl původně jako ligatura dlouhého s (ſ) a z v gotickém písmu (𝔷), v humanistické antikvě se do ß spojovalo ſ se s. Tato ligatura se používala do 18. století i v jiných jazycích.[zdroj⁠?!]

## Majuskulní ostrés

Velké ß

Ostré s existovalo dlouho pouze v minuskulní podobě, ve verzálkách a kapitálkách se proto nahrazovalo za „SS“. Problém neexistence majuskulního ß se projevoval zejména v úředních záznamech a dokladech, kdy bylo nutno i ve verzálkách odlišit zápis ss a ß ve vlastních jménech osob a míst. Proto bylo pro tyto účely povoleno používat malé ß i ve verzálkách a kapitálkách. Od začátku 20. století bylo také mnohokrát navrženo velké ß, což nakonec na začátku 21. století vedlo k jeho zavedení i do německých a mezinárodních znakových norem, např. ISO/IEC 10646 a Unicode (U+1E9E „LATIN CAPITAL LETTER SHARP S“ vedle původního U+00DF „LATIN SMALL LETTER SHARP S“), a k jeho používání i v některých periodických tiskovinách, např. v samotném titulu Gießener Zeitung.
Od roku 2017 je jeho použití zakotveno v závazných pravidlech německého pravopisu jako alternativa k přepisu jako „SS“ ve verzálkách a kapitálkách.

## Psaní na klávesnici

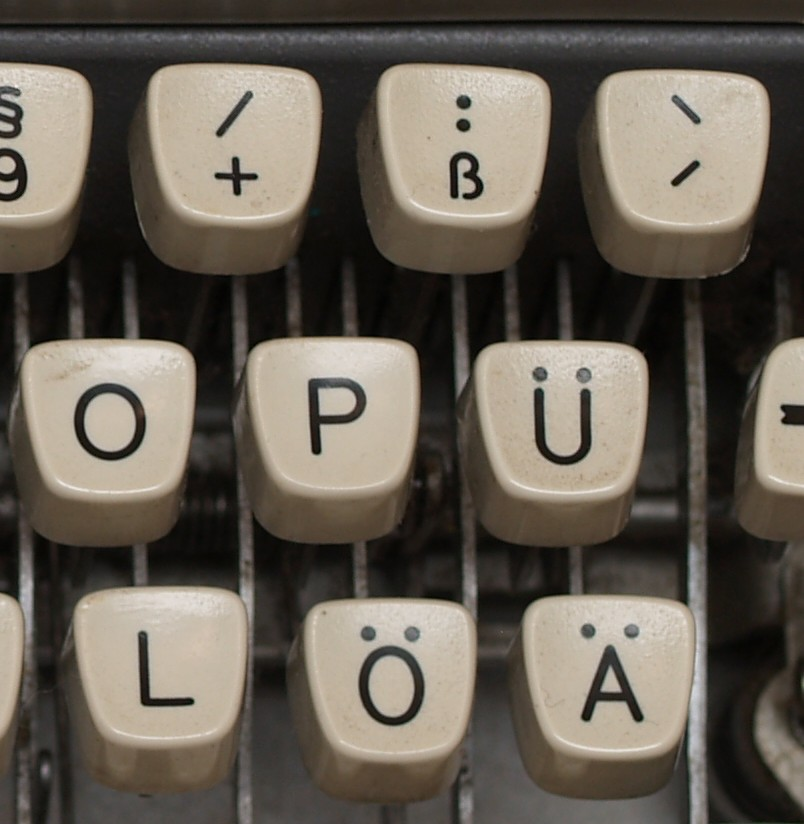
Klávesa ß na klávesnici německého psacího stroje z roku 1964

Na standardní německé klávesnici lze ß psát klávesou v pravé části horní řady, mezi číslicí 0 a diakritickou čárkou.
Na jiných klávesnicích se obvykle přímo nevyskytuje, lze jej zadat buď kódem znaku (ve Windows typicky pomocí Windows kódu znaku Alt+0223, případně DOS kódem znaku Alt+225) nebo klávesovou zkratkou, která je často konstruována jako modifikace klávesy S (např. AltGr+S). Na české klávesnici lze někdy ß napsat jako AltGr+§ nebo AltGr+⇧ Shift+§ .